# Lepidocyrtus arrabonicus
Lepidocyrtus arrabonicus is een springstaartensoort uit de familie van de Entomobryidae. De wetenschappelijke naam van de soort is voor het eerst geldig gepubliceerd in 2000 door Traser.